# Beaucamps-le-Jeune
Pour les articles homonymes, voir Beaucamps (homonymie).
Beaucamps-le-Jeune est une commune française située dans le département de la Somme en région Hauts-de-France.

## Géographie

### Localisation
Beaucamps-le-Jeune est un village picard du Vimeu proche de la Normandie.
Limitrophe de Beaucamps-le-Vieux, la localité est située à 5 km au nord d’Aumale, 32 km au sud d’Abbeville, 38 km au sud-ouest d’Amiens et à 48 km au nord-ouest de Beauvais à vol d’oiseau.
Le territoire de la commune est limitrophe de ceux de trois communes.  
Les communes limitrophes sont  Beaucamps-le-Vieux, Lafresguimont-Saint-Martin et Saint-Germain-sur-Bresle.

### Hydrographie
La commune est située dans le bassin Seine-Normandie. Elle n'est drainée par aucun cours d'eau,.

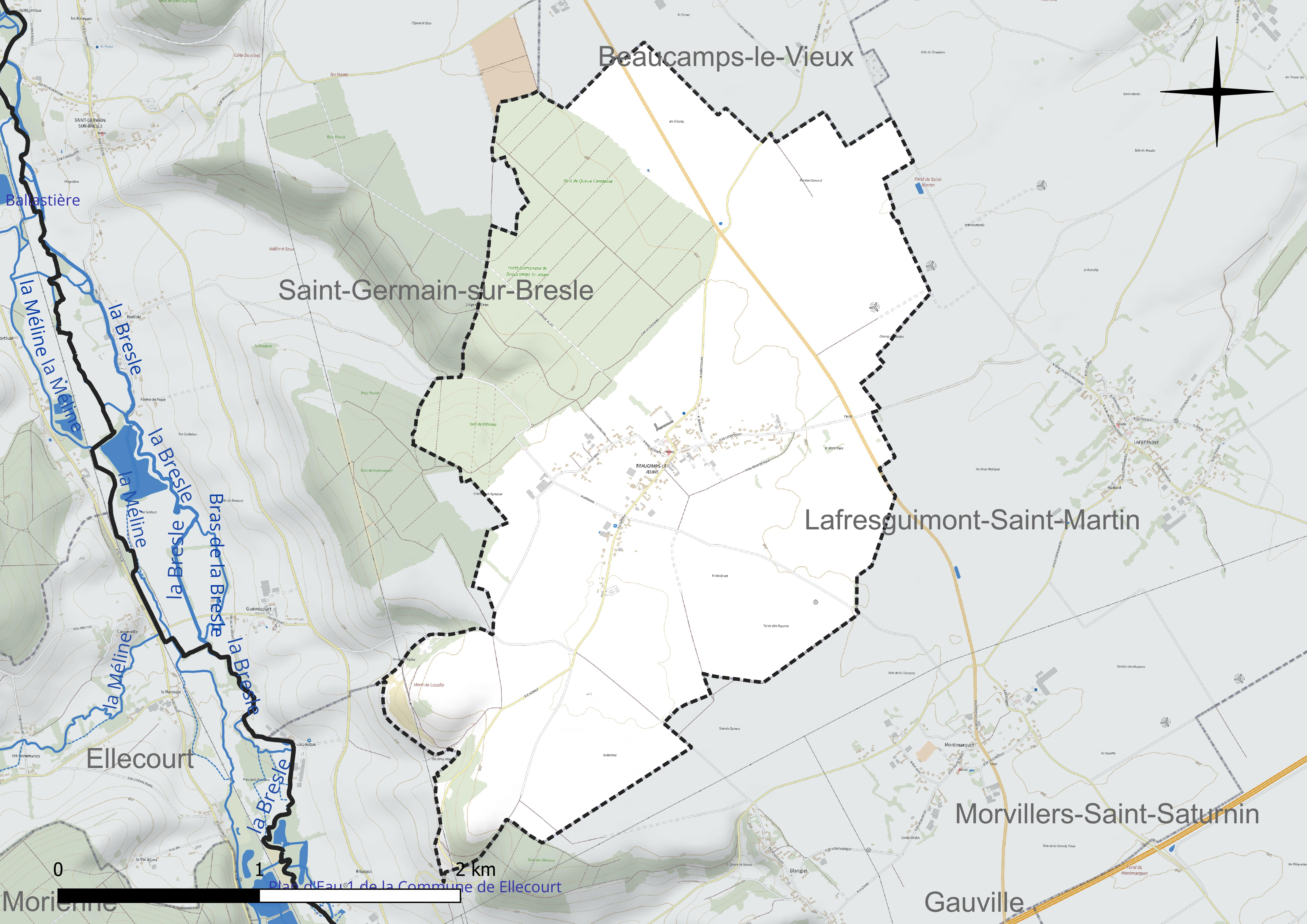
Réseau hydrographique de Beaucamps-le-Jeune.

### Climat
Pour des articles plus généraux, voir Climat des Hauts-de-France et Climat de la Somme.
En 2010, le climat de la commune est de type climat océanique altéré, selon une étude du CNRS s'appuyant sur une série de données couvrant la période 1971-2000. En 2020, Météo-France publie une typologie des climats de la France métropolitaine dans laquelle la commune est exposée à un climat océanique et est dans la région climatique Côtes de la Manche orientale, caractérisée par un faible ensoleillement (1 550 h/an) ; forte humidité de l'air (plus de 20 h/jour avec humidité relative > 80 % en hiver), vents forts fréquents.
Pour la période 1971-2000, la température annuelle moyenne est de 9,9 °C, avec une amplitude thermique annuelle de 14,3 °C. Le cumul annuel moyen de précipitations est de 874 mm, avec 13,1 jours de précipitations en janvier et 9 jours en juillet. Pour la période 1991-2020, la température moyenne annuelle observée sur la station météorologique la plus proche, située sur la commune d'Oisemont à 16 km à vol d'oiseau, est de 11,1 °C et le cumul annuel moyen de précipitations est de 801,4 mm,. Pour l'avenir, les paramètres climatiques de la commune estimés pour 2050 selon différents scénarios d'émission de gaz à effet de serre sont consultables sur un site dédié publié par Météo-France en novembre 2022.

## Urbanisme

### Typologie
Au 1er janvier 2024, Beaucamps-le-Jeune est catégorisée commune rurale à habitat dispersé, selon la nouvelle grille communale de densité à sept niveaux définie par l'Insee en 2022.
Elle est située hors unité urbaine et hors attraction des villes,.

### Occupation des sols
L'occupation des sols de la commune, telle qu'elle ressort de la base de données européenne d'occupation biophysique des sols Corine Land Cover (CLC), est marquée par l'importance des territoires agricoles (70,6 % en 2018), une proportion sensiblement équivalente à celle de 1990 (70,8 %). La répartition détaillée en 2018 est la suivante : 
terres arables (53 %), forêts (23 %), prairies (17,6 %), zones urbanisées (6,4 %). L'évolution de l'occupation des sols de la commune et de ses infrastructures peut être observée sur les différentes représentations cartographiques du territoire : la carte de Cassini (XVIIIe siècle), la carte d'état-major (1820-1866) et les cartes ou photos aériennes de l'IGN pour la période actuelle (1950 à aujourd'hui).

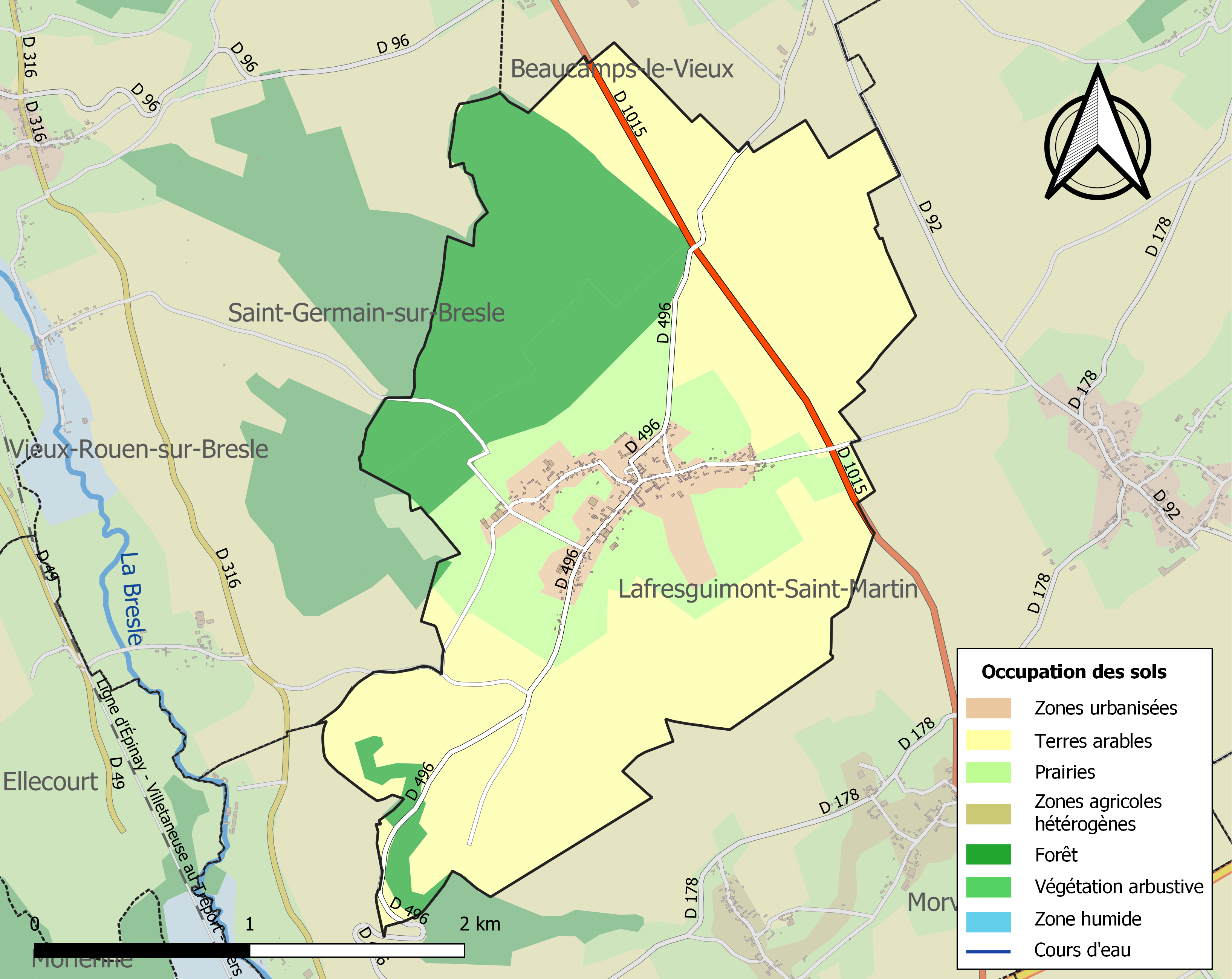
Carte des infrastructures et de l'occupation des sols de la commune en 2018 (CLC).

### Voies de communication et transports
En 2019, la localité est desservie par les lignes de bus du réseau Trans'80 (ligne no 32), chaque jour de la semaine, sauf le dimanche et les jours fériés[réf. nécessaire].

## Toponymie
Beaucamps-le-Jeune est détaché de Beaucamps-le-Vieux vers 1250.
Le nom de la localité est attesté sous les formes Bellum campum novum en 1262.
De l'oil bel, beau et du normand (et picard) camp « champ », le -s est adventice.

## Histoire
Le village fut desservi par une ligne de chemin de fer secondaire à voie métrique des chemins de fer départementaux de la Somme de 1901 à 1940. Elle reliait Aumale à Amiens.

## Politique et administration

### Rattachements administratifs et électoraux
La commune se trouve dans l'arrondissement d'Amiens du département de la Somme. Pour l'élection des députés, elle fait partie depuis 2012 de la quatrième circonscription de la Somme.
Elle faisait partie depuis 1802 du canton de Hornoy-le-Bourg. Dans le cadre du redécoupage cantonal de 2014 en France, la commune est intégrée au canton de Poix-de-Picardie.

### Intercommunalité
La commune était membre de la communauté de communes du Sud-Ouest Amiénois, créée en 2004.
Dans le cadre des dispositions de la loi portant nouvelle organisation territoriale de la République du 7 août 2015, qui prévoit que les établissements publics de coopération intercommunale (EPCI) à fiscalité propre doivent avoir un minimum de 15 000 habitants, la préfète de la Somme propose en octobre 2015 un projet de nouveau schéma départemental de coopération intercommunale (SDCI) qui prévoit la réduction de 28 à 16 du nombre des intercommunalités à fiscalité propre du département.
Ce projet prévoit la « fusion des communautés de communes du Sud-Ouest Amiénois, du Contynois et de la région d'Oisemont », le nouvel ensemble de 37 412 habitants regroupant 120 communes,. À la suite de l'avis favorable de la commission départementale de coopération intercommunale en janvier 2016, la préfecture sollicite l'avis formel des conseils municipaux et communautaires concernés en vue de la mise en œuvre de la fusion.
La communauté de communes Somme Sud-Ouest, dont est désormais membre la commune, est ainsi créée au 1er janvier 2017.

### Liste des maires
| Période                                  | Période                      | Identité            | Étiquette | Qualité            |
| ---------------------------------------- | ---------------------------- | ------------------- | --------- | ------------------ |
| Les données manquantes sont à compléter. |                              |                     |           |                    |
| mars 2001                                | 2008                         | Yves Fenot          |           | Agriculteur        |
| mars 2008                                | 2014                         | James Tarratte      |           |                    |
| 2014                                     | juillet 2020                 | Alain Desbiendras   |           | Éleveur de chevaux |
| juillet 2020,                            | En cours (au 2 janvier 2021) | Stéphane Duchaussoy |           |                    |

### Budget et fiscalité 2020
En 2020, le budget de la commune était constitué ainsi :
- total des produits de fonctionnement : 131 000 €, soit 637 € par habitant ;
- total des charges de fonctionnement : 66 000 €, soit 320 € par habitant ;
- total des ressources d'investissement : 93 000 €, soit 455 € par habitant ;
- total des emplois d'investissement : 31 000 €, soit 151 € par habitant ;
- endettement : 65 000 €, soit 316 € par habitant.

Avec les taux de fiscalité suivants :
- taxe d'habitation : 11,40 % ;
- taxe foncière sur les propriétés bâties : 11,14 % ;
- taxe foncière sur les propriétés non bâties : 21,79 % ;
- taxe additionnelle à la taxe foncière sur les propriétés non bâties : 43,74 % ;
- cotisation foncière des entreprises : 15,45 %.

Chiffres clés Revenus et pauvreté des ménages en 2019 : médiane en 2019 du revenu disponible, par unité de consommation : 19 080 €.

## Population et société

### Démographie

#### Évolution démographique
L'évolution du nombre d'habitants est connue à travers les recensements de la population effectués dans la commune depuis 1793. Pour les communes de moins de 10 000 habitants, une enquête de recensement portant sur toute la population est réalisée tous les cinq ans, les populations de référence des années intermédiaires étant quant à elles estimées par interpolation ou extrapolation. Pour la commune, le premier recensement exhaustif entrant dans le cadre du nouveau dispositif a été réalisé en 2008.

En 2022, la commune comptait 193 habitants, en évolution de −9,39 % par rapport à 2016 (Somme : −1,26 %, France hors Mayotte : +2,11 %).
| 1793 | 1800 | 1806 | 1821 | 1831 | 1836 | 1841 | 1846 | 1851 |
| ---- | ---- | ---- | ---- | ---- | ---- | ---- | ---- | ---- |
| 598  | 502  | 624  | 621  | 651  | 614  | 570  | 598  | 573  |

| 1856 | 1861 | 1866 | 1872 | 1876 | 1881 | 1886 | 1891 | 1896 |
| ---- | ---- | ---- | ---- | ---- | ---- | ---- | ---- | ---- |
| 555  | 560  | 530  | 477  | 445  | 392  | 387  | 370  | 319  |

| 1901 | 1906 | 1911 | 1921 | 1926 | 1931 | 1936 | 1946 | 1954 |
| ---- | ---- | ---- | ---- | ---- | ---- | ---- | ---- | ---- |
| 309  | 271  | 252  | 249  | 276  | 235  | 246  | 204  | 239  |

| 1962 | 1968 | 1975 | 1982 | 1990 | 1999 | 2006 | 2008 | 2013 |
| ---- | ---- | ---- | ---- | ---- | ---- | ---- | ---- | ---- |
| 221  | 214  | 203  | 177  | 193  | 187  | 188  | 188  | 217  |

| 2018 | 2022 | - | - | - | - | - | - | - |
| ---- | ---- | - | - | - | - | - | - | - |
| 192  | 193  | - | - | - | - | - | - | - |

## Économie
En 2022, la commune est concernée par un projet d'implantation de quatre éoliennes. Le conseil communautaire émet un avis défavorable, deux machines se trouvant à moins de 1 000 mètres des habitations.

## Culture locale et patrimoine

### Lieux et monuments
- Le château de Beaucamps-le-Jeune, de style Renaissance, des XVIe, XVIIe, XVIIIe et XXe siècles, a été érigé dès 1537 par Anne de Pisseleu, duchesse d'Étampes et favorite de Francois Ier.
Construit en brique et pierre, il a été particulièrement dégradé[37]. La communauté des lazaristes, propriétaire de l'édifice dans les années 1920, fit ajouter une longue aile à l'est de l'entrée[38]. 
 Il est à noter que de nombreux motifs réalisés en brique noire décorent plusieurs murs et tours, un peu comme on les observe sur les églises fortifiées de Thiérache.

Sa restauration est en cours,. Une association de sauvegarde du château s'est constituée et organise, le 15 août 2009, une fête qui voit la participation d'une compagnie de fauconnerie équestre, l'Hippogriffe.
Le château, partiellement rénové, sert régulièrement de cadre à diverses animations.

Un château en cours de réhabilitation
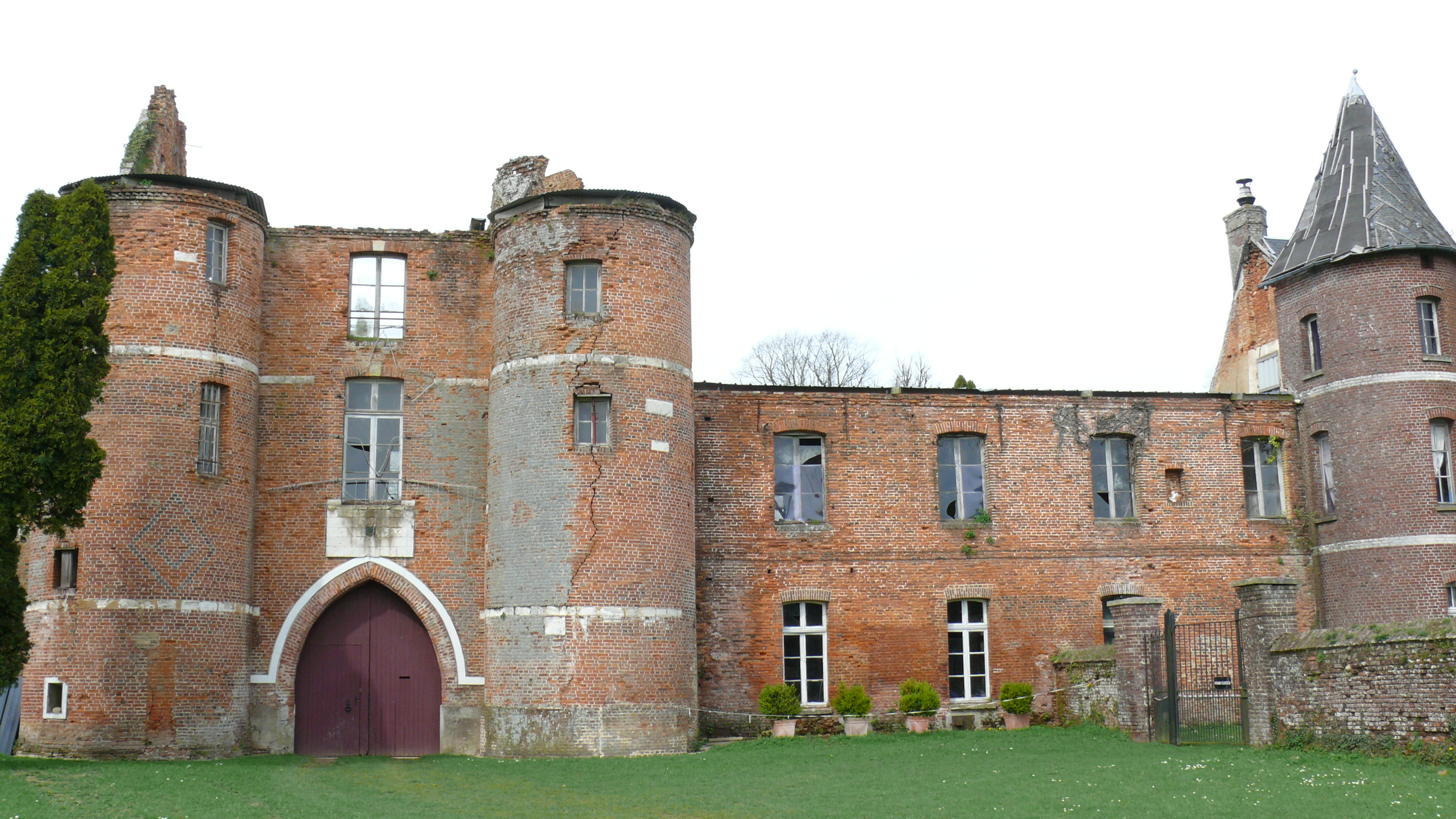
Les ruines du château, depuis la grille d'entrée.
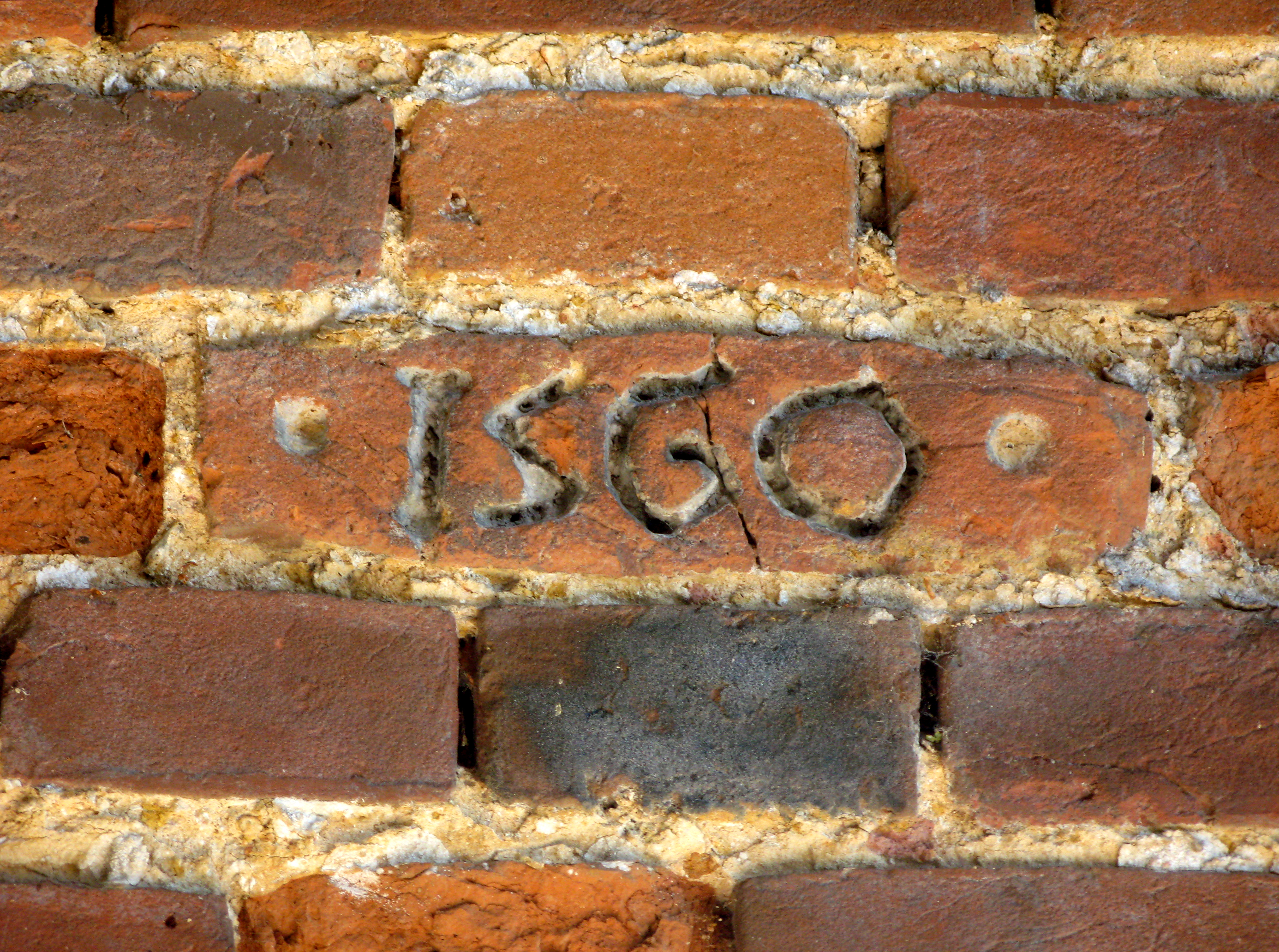
Brique datée de la Porte des champs du château.
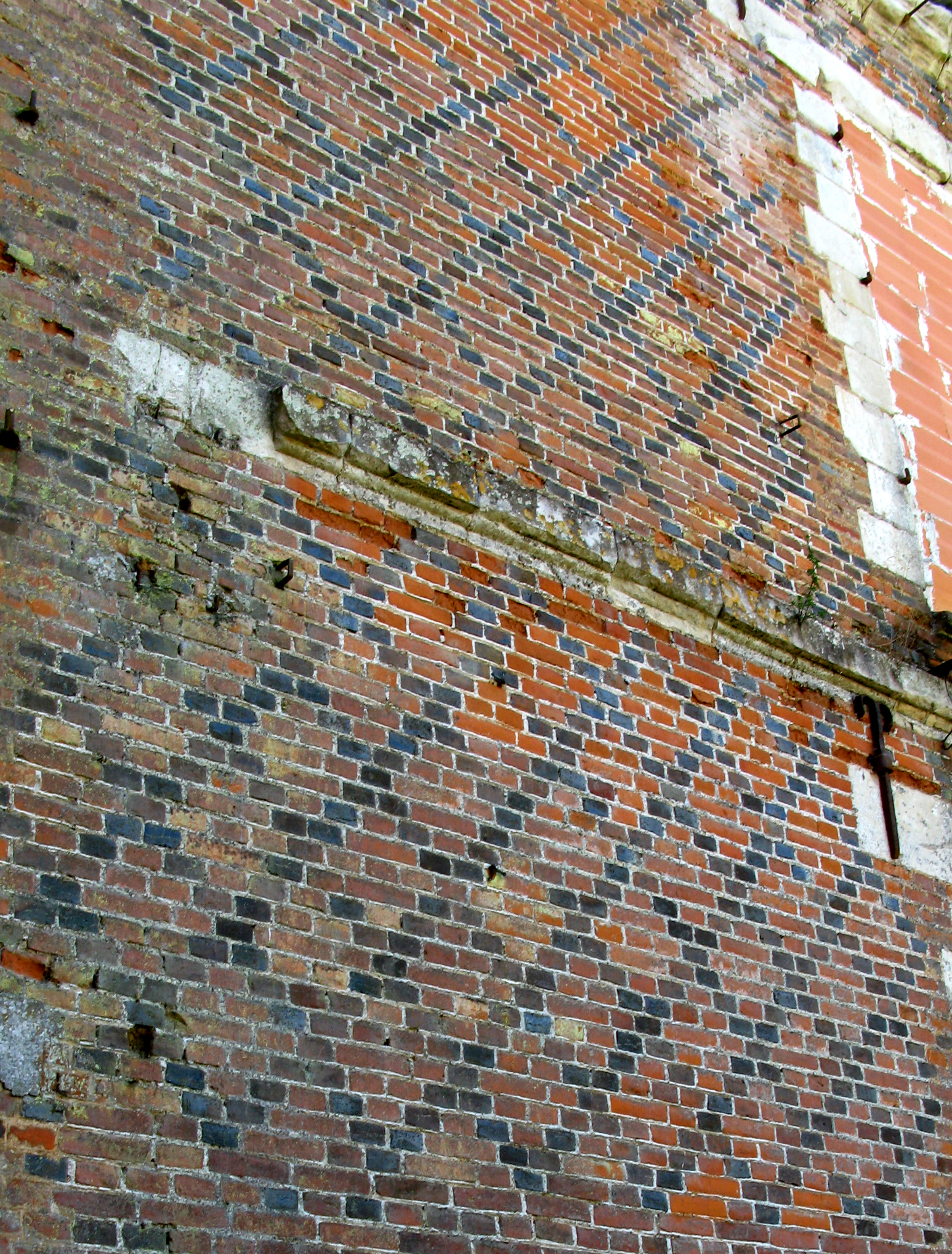
Façade du logis (côté cour intérieure), avec des motifs décoratifs entre ses fenêtres obturées.
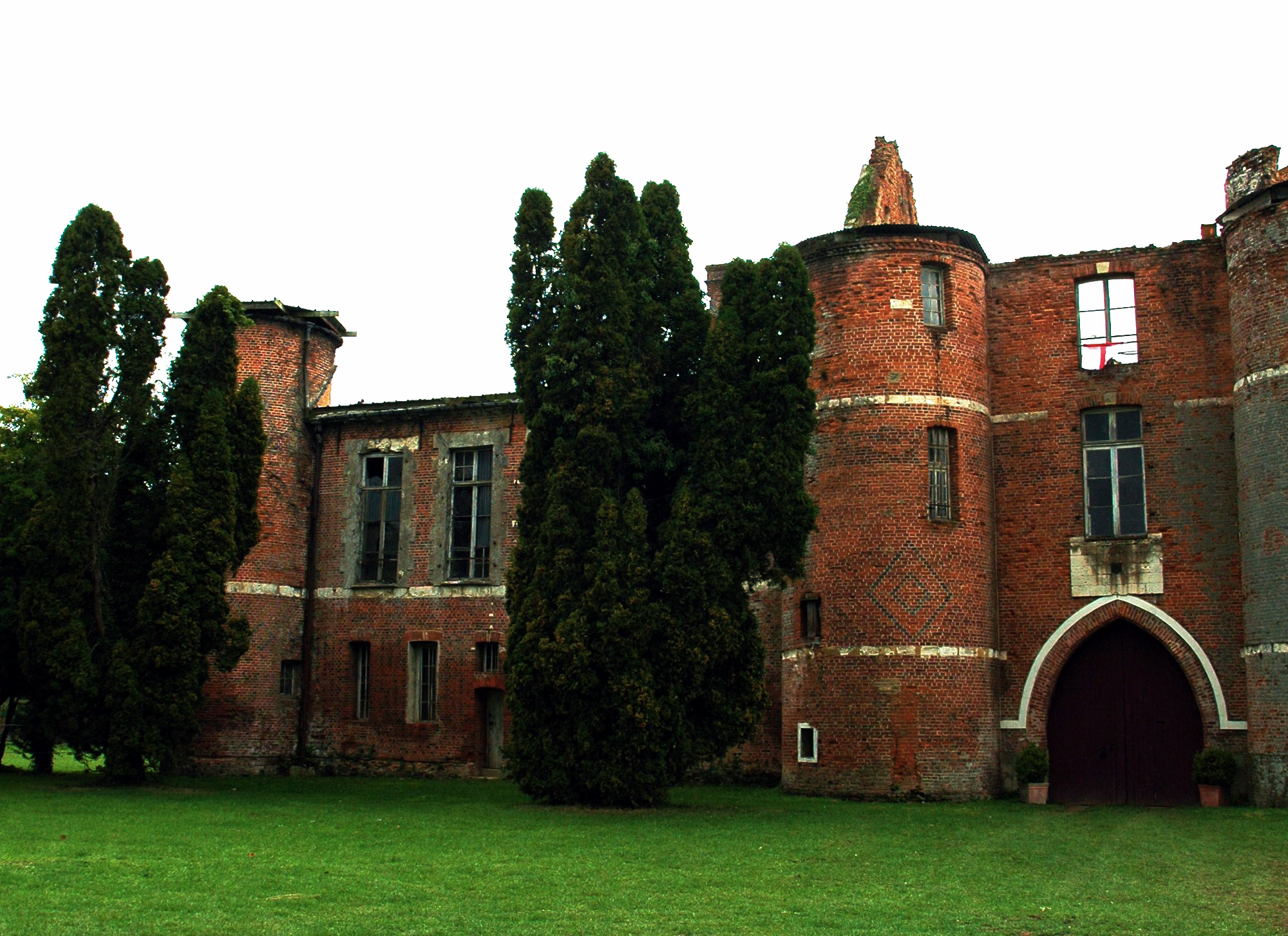

- L'église Notre-Dame-de-l'Assomption

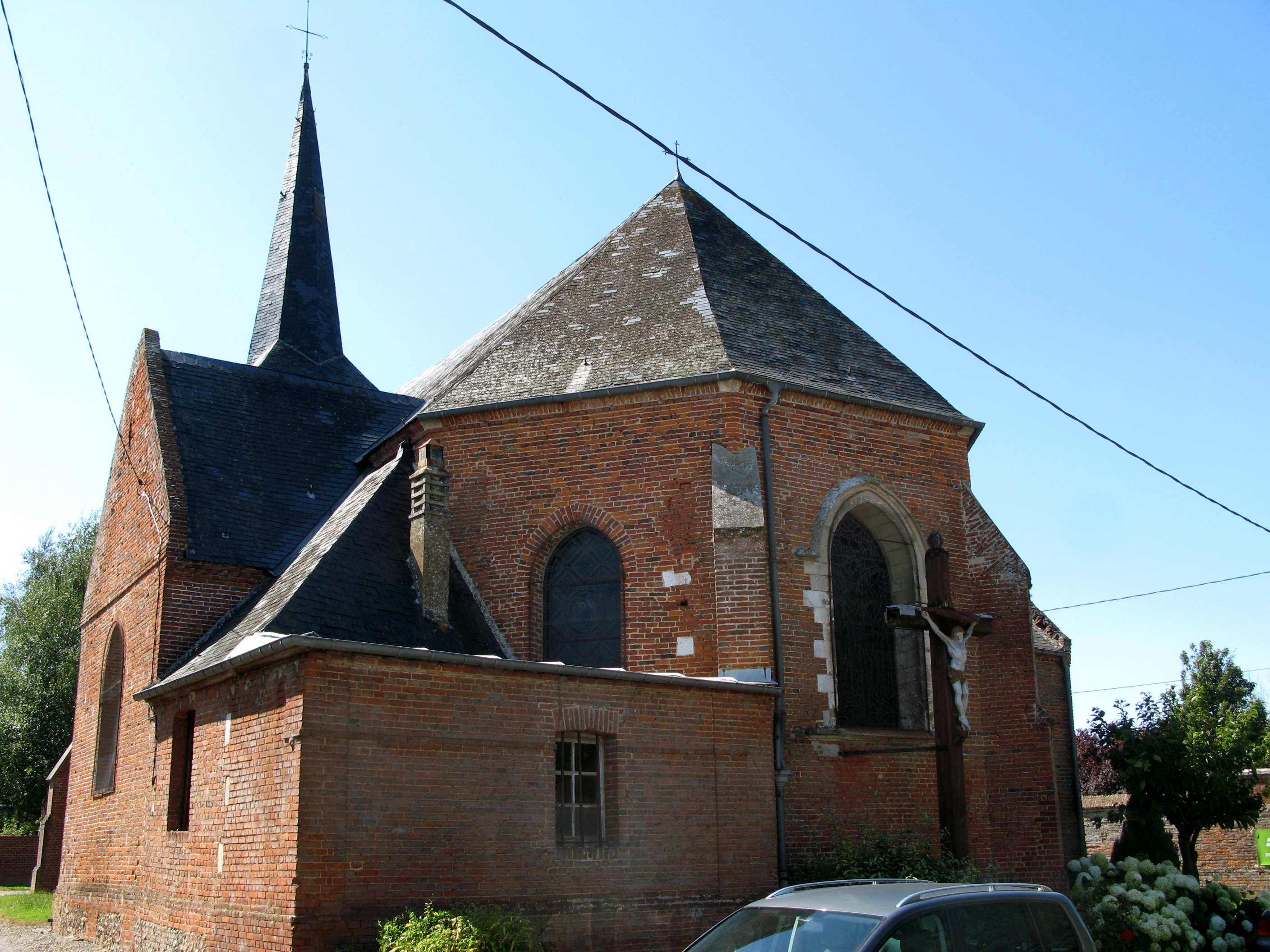
Le chevet de l'église.

L'église actuelle dont les origines remontent au Moyen Âge a été reconstruite après un incendie au début duXVIIIe siècle et rénovée au XIXe siècle.
L'association pour la sauvegarde de l'église a mis en place une demande de dons auprès des paroissiens, plus de 2000 euros ont été recueillis.
Financement mairie, les travaux en cours : réfection complète de la couverture en ardoise inclus le clocher pose d'un coq le 25 novembre 2017 inauguration ce jour, messe avec monseigneur Olivier Leborgne évêque d'Amiens. Ravalement complet des façades avec reprise des joints ; entretien de l'intérieur de l'église, travaux réalisés, rénovation de deux vitraux, mise en peinture de la grille de l'autel, rénovation de la porte d'entrée, rénovation de la chapelle intérieure murs boiserie, électricité complète partant d'un compteur neuf, travaux extérieurs reprise des joints fait par le cantonnier et le maire, débuté en 2016 continué en 2017. Mars 2018, les travaux de couverture ont pris du retard à cause du mauvais temps. Le clocher est entièrement terminé, début de la pose de tuiles sur les rampants de toit pour protéger les murs de la pluie.
Prévision 2018/2020 : réfection de la deuxième chapelle (boiserie, maçonnerie, peinture, réfection de tableaux, électrification. Remise en état de l'escalier menant au balcon, menuiserie, enduits, électrification, traitement des bois.
- Monument aux morts : Conflits commémorés : Guerre franco-allemande de 1914-1918 - 1939-1945.
- Musée privé consacré à Sadi Lecointe, pilote militaire et formateur pendant la Première Guerre mondiale[42].
- Forêt de Beaucamps-le-Jeune.

### Personnalités liées à la commune
- Joseph Sadi-Lecointe, inhumé dans le cimetière, une rue du village porte  son nom[42].

## Pour approfondir